# Temnostethus fastigiatus
Temnostethus fastigiatus är en insektsart som beskrevs av Drake och Harris 1926. Temnostethus fastigiatus ingår i släktet Temnostethus och familjen näbbskinnbaggar. Inga underarter finns listade i Catalogue of Life.